# Bairam Khan
Bairam Khan (vers 1501-31 janvier 1561) fut l'un des plus grands généraux moghols. Il vécut au XVIe siècle et fut notamment célèbre pour avoir été le régent lors de l'enfance du futur Akbar. Il fut plus tard disgracié et envoyé en pèlerinage à La Mecque.
Bairam entra dans le service de Babur à l'âge de 16 ans et a joué un rôle actif dans les premières conquêtes moghol de l'Inde. Bairam Khan contribuera plus tard à la création de l'empire Moghol sous Humayun lorsqu'il a été confié au poste de muhardar (gardien des phoques) et a participé à des campagnes militaires à Benares, au Bengale et au Gujarat. Il accompagna Humayun pendant son exil en Perse et a aidé à conquérir Kandahar avant de servir de gouverneur pendant neuf ans. En 1556, il joua un rôle de premier plan en tant que commandant dans la reconquête d'Hindouran de Humayun. Après la mort de Humayun en 1556, Bairam Khan fut nommé régent du jeune futur souverain Akbar. Ainsi, en tant que régent, il consolida l'autorité moghole dans le nord de l'Inde et mena notamment les forces mogholes à la deuxième bataille de Panipat, qui fut mené entre Akbar et Hému en novembre 1556.